# Аманда Маккейб
Аманда Маккейб (на английски: Amanda McCabe) е американска писателка, авторка на произведения в жанровете исторически любовен роман и романтичен трилър. Пише и под псевдонимите Аманда Алън (Amanda Allen), Аманда Кармак (Amanda Carmack) и Лоръл Маккий (Laurel McKee).

## Биография
Аманда Лоръл Маккейб е родена през 1974 г. в Едмънд, Оклахома, САЩ.
Започва да пише първия си любовен роман на 16-годишна възраст. Първият ѝ роман „Her Kind of Man“ е публикуван през 2000 г.
Книгите ѝ са номинирани за награди, вкл. за наградата „РИТА“.
Аманда Маккейб живее със семейството си в Санта Фе, Ню Мексико.

## Произведения

### Като Аманда Маккейб

#### Самостоятелни романи
- Her Kind of Man (2000)
- The Errant Earl (2002)
- The Golden Feather (2002)
- A Loving Spirit (2003)
- One Touch of Magic (2003)
- Lady in Disguise (2003)
- The Rules of Love (2004)
- Lady Midnight (2005)
- A Tangled Web (2006)
- Rogue Grooms (2010)
- The Taming of the Rogue (2012)
- Betrayed by His Kiss (2014)
- Mischief in Regency Society (2014)
- The Demure Miss Manning (2015)
- The Queen's Christmas Summons (2016)
- The Wallflower's Mistletoe Wedding (2017)

#### Серия „Регентски бунтовнички“ (Regency Rebels)
1. Scandal in Venice (2001)
2. The Spanish Bride (2001)
3. Lady Rogue (2002)
4. The Star of India (2004)

#### Серия „Ренесанс“ (Renaissance)
1. A Notorious Woman (2007)
2. A Sinful Alliance (2008)
3. High Seas Stowaway (2008)
4. Shipwrecked and Seduced (2008)

#### Серия „Музите Чейс“ (Chase Muses)
1. To Catch a Rogue (2008)
2. To Deceive a Duke (2008)
3. To Kiss A Count (2009)

#### Серия „Кралиците от рода Тюдор“ (Tudor Queens)
1. The Winter Queen (2009)
2. Tarnished Rose of the Court (2012)

#### Серия „Семейство Банкрофт на Бартън Парк“ (Bancrofts of Barton Park)
1. The Runaway Countess (2013)
2. Running from Scandal (2013)

#### Участие в общи серии

##### Серия „Диамантите от имението Уелбърн“ (Diamonds of Welbourne Manor)
- The Shy Duchess (2011)

##### Серия „Парк Кастънбъри“ (Castonbury Park)
8. A Stranger at Castonbury (2013)
от серията има още 9 романа от различни автори

##### Серия „Клуб Мартини 4“ (Martini Club 4)
1. Rebellious (2015)

##### Серия „Дебютантки в Париж“ (Debutantes in Paris)
- Secrets of a Wallflower (2018)
- The Governess's Convenient Marriage (2018)

от серията има още 1 роман от Грета Джилбърт

#### Новели
- The Maid's Lover (2009)
- To Bed a Libertine (2010)
- To Court, Capture and Conquer (2010)
- The Girl in the Beaded Mask (2011)
- Unlacing the Lady in Waiting (2011)
- One Wicked Christmas (2011)
- An Improper Duchess (2013)
- A Partridge in a Pear Tree (2013)
- A Very Tudor Christmas (2013)
- Running Into Temptation (2014)

### Като Лоръл Маккий

#### Серия „Дъщерите от Ерин“ (Daughters of Erin)
1. Countess of Scandal (2010)
2. Duchess of Sin (2010)
3. Lady of Seduction (2011)

#### Серия „Скандалните Сент Клеър“ (Scandalous St. Claires)
1. One Naughty Night (2012)
Една палава нощ, изд.: „СББ Медиа“, София (2016), прев. Нина Рашкова
2. Two Sinful Secrets (2012)
Греховни тайни, изд.: „СББ Медиа“, София (2015), прев. Нина Рашкова

### Като Аманда Кармак

#### Серия „Загадки от времето на кралица Елизабет“ (Elizabethan Mystery)
1. Murder At Hatfield House (2013)
2. Murder at Westminster Abbey (2014)
3. Murder in the Queen's Garden (2015)
4. Murder at Whitehall (2015)
5. Murder at the Queen's Masquerade (2015)
6. Murder at Fontainebleau (2016)

### Като Аманда Алън

#### Серия „Загадки от Санта Фе“ (Santa Fe Revival Mystery)
1. Santa Fe Mourning (2018)
2. A Moment in Crime (2018)